# Ferrografía
La ferrografía es un tipo especializado de análisis de aceite utilizado para estudiar partículas de desgaste en componentes de maquinaria a través de análisis de contaminantes en aceites lubricantes. Puede ser usada para predecir y diagnosticar los errores que ocurren en la maquinaria. La ferrografía está relacionada con la tribología, que es el estudio de la fricción entre superficies que interactúan. Desde el advenimiento de la ferrografía en la década de 1970 ha sido utilizada en muchos entornos industriales como una forma de mantenimiento preventivo.

## Historia
La ferrografía fue iniciada en la década de 1970 por Vernon C. Westcott para ayudar el ejército de los Estados Unidos a diagnosticar problemas relacionados con rodamientos antes de que los problemas se volviesen mortales. En ese entonces, el mejor método de análisis no podía detectar partículas pequeñas, así para cuando los militares encontraban los problemas era muy tarde para encontrar soluciones. El ejército comisionó a Westcott encontrar una manera de solucionar estos problemas, por lo cual él desarrolló el primer ferrógrafo. El primer ferrógrafo fue usado por Reino Unido para detectar fallas en helicópteros en la guerra de las Malvinas.

## Usos
La ferrografía es un elemento básico en el mantenimiento de prevención de fallas. El control continuo del aceite lubricante permite un cambio del costoso y muchas veces innecessario mantenimiento planificado a la prevención de fallas que es más eficaz y más rentable. La ferrografía es única porque puede entregar información sobre partes cerradas o encapsuladas por donde el aceite lubricante circula y son partes de difícil acceso. Al enjuagar componentes vitales con lubricante libre de partículas y analizar la salida se puede obtener un reporte detallado del desgaste de la maquinaria sin desmontar nada. 
Desde su aplicación inicial en la milicia, la ferrografía ha demostrado ser útil en
- barcos
- minas de carbón
- motores diésel
- turbinas de gas en la industria aeroespacial
- industria agrícola
- aviación

### Otras aplicaciones
Aplicando la idea de la ferrografía en otros campos, se han desarrollado técnicas para analizar desgastes fuera del aceite lubricante y de partículas que no llevan propiedades magnéticas. Se han encontrado usos en el procesamiento de muestras de grasas, emisiones gaseosas; y en examinar desgastes en articulaciones artríticas. En articulaciones artríticas, el residuo del contacto de hueso con hueso puede ser encontrado en el fluido cerca de la articulación y ser analizado usando ferrografía de lectura directa que puede proporcionar información sobre la tasa de disminución de la articulación. 

## Tipos

### Ferrografía analítica
La ferrografía analítica funciona a través de la separación magnética de partículas contaminantes y un análisis profesional de las partículas. Se toma una muestra del aceite lubricante de la máquina y se diluye, luego se pasa por un portaobjetos de vidrio. Este portaobjetos es colocado en un cilindro magnético que atrae los contaminantes. Contaminantes no magnéticos permanecen distribuidos a lo largo del portaobjetos desde el lavado. Estos contaminantes son entonces lavados para remover el exceso de aceite, calentados a 600 °F por dos minutos, y posteriormente el portaobjetos es analizado bajo un microscopio. Después del análisis, las partículas son etiquetadas acorde a su tamaño. Las partículas mayores a 30 micrones son consideradas como "anormales" e indican desgaste severo.
Las partículas están divididas en seis categorías, con cinco subcategorías adicionales para desgaste ferroso:
- cobre
- blancos no ferrosos: usualmente aluminio o cromo
- babbitt: partículas que contienen estaño y plomo
- contaminantes: no cambian su aspecto después del calentamiento, usualmente suciedad
- fibras: típicamente de los filtros
- desgaste ferroso: partículas magnéticas que son atraídas al cilindro magnético
  - altas aleaciones: raramente encontradas en ferrogramas
  - Bajas aleaciones
  - hierro fundido
  - óxidos metálicos oscuros: la oscuridad indica oxidación
  - óxidos rojos

Ser capaz de identificar diferentes partículas puede resultar invaluable, porque la prominencia de ciertas partículas puede señalar a ubicaciones específicas de desgaste. Además, la presencia de partículas que no hacen contacto con el aceite lubricante puede revelar contaminación. Esta clase de análisis requiere de un profesional entrenado y puede ser prohibitivamente costoso para pequeñas operaciones.

### Método de lectura directa
La ferrografía de lectura directa es un enfoque más matemático de la ferrografía. Esencialmente, la acumulación en el portaobjetos de vidrio es medida al iluminar a través del portaobjetos. El bloqueo de la luz por la acumulación de partículas es usado, en el tiempo, para calcular un promedio. Un aumento en el bloqueo indica cantidades más altas de desgaste de maquinaria. Este método es menos caro, un análisis experto no es requerido, y puede ser automatizado. Aun así, una vez un problema se ha identificado, menos información está disponible para diagnosticar el problema.

## Limitaciones
Mientras la ferrografía es una herramienta efectiva para análisis de desgaste, viene con varias limitaciones. La ferrografía es un procedimiento muy caro debido a los especializados y sofisticados instrumentos que requiere. La ferrografía destaca entre los métodos de análisis de aceite debido al elemento magnético que implica. Esto permite un informe más detallado que los métodos similares no pueden producir. Adicionalmente, para la aproximación cualitativa que es la ferrografía analítica, se necesitan expertos para dar sentido a los datos brutos. Además, la ferrografía no puede solucionar problemas, sólo atraer atención a ellos. 